# Кристина Испанска
Кристина Федерика Виктория Антония де ла Сантисима Тринидад де Бурбон и де Гресия, инфанта на Испания (на испански: Cristina Federica Victoria Antonia de la Santísima Trinidad de Borbón y Grecia) е най-малката дъщеря на испанския крал Хуан Карлос I и кралица София Гръцка.
До 2015 г. е с титлата херцогиня на Палма де Майорка, която ѝ е отнета с държавен указ от брат ѝ крал Фелипе VI. Инфанта Елена е 7-а в линията на унаследяване на испанската корона след по-малкия си брат – дон Фелипе Испански (настоящия крал на Испания), по-голямата си сестра инфанта Елена Испанска, както и децата им.

## Биография
Доня Кристина е родена в Мадрид на 13 юни 1965 г. Получава начално образование в мадридското училище „Санта Мария дел Камино“, завършва политически науки в Мадридския университет Комплутенсе през 1989 г. Придобива магистърска степен по международни отношения от Нюйоркски университет през 1990 г., след което работи в седалището на ЮНЕСКО в Париж. Инфантата говори 5 езика – испански, каталонски, английски, френски и гръцки.
На 4 октомври 1997 г. в Барселона инфанта Кристина се омъжва за хандбалиста Иняки Урдангарин. Двамата имат четири деца. Инфантата и семейството ѝ живеят в Барселона.
Като част от испанското кралско семейство Доня Кристина е ангажирана с изпълнението множество културни, благотворителни и официални дейности в Испания и чужбина. Тя е председател на Испанския комитет на ЮНЕСКО и посланик на добра воля към ООН.
Инфанта Кристина е запалена спортистка, участва в Летните олимпийски игри в Сеул с испанския национален отбор по ветроходство през 1988 г.

## Деца
- Хуан Валентин де Тодос лос Сантос де Урдангарин и де Бурбон
- Пабло Николас де Тодос лос Сантос де Урдангарин и де Бурбон
- Мигел де Тодос лос Сантос де Урдангарин и де Бурбон
- Ирене де Тодос лос Сантос де Урдангарин и де Бурбон